# Da me a te (brano musicale)
Da me a te è un brano del 1998 scritto e interpretato da Claudio Baglioni, estratto dall'omonimo album e celebrativo del centesimo anniversario della Federazione Italiana Giuoco Calcio.

## Il brano
Nel novembre 1997 l'allora presidente della FIGC, Luciano Nizzola, invitò Baglioni a comporre un inno per l'imminente centenario dell'organizzazione, che sarebbe stato toccato nei primi mesi dell'anno seguente. Il 22 aprile 1998, prima dell'amichevole tra Italia e Paraguay allo stadio Ennio Tardini di Parma, venne quindi presentato Da me a te, un brano nato dall'idea dello stesso cantautore di raccontare «la storia della nazionale come storia di un Paese: errori e meriti, ferite e gioie, sconfitte e vittorie». Il testo ripercorre proprio il lato umano ed emotivo dell'epopea sportiva degli azzurri, dalle imprese degli allora tre mondiali vinti alle disfatte di competizioni internazionali disputate in modo anonimo; un modo di porsi esplicitato già nell'incipit: «C'erano altri come noi / le storie della storia / di polvere e di gloria / uomini come noi».

## Video musicale
Nel videoclip del brano, Baglioni esegue Da me a te al pianoforte, al centro dello stadio Olimpico di Roma illuminato a giorno ma completamente vuoto. A ciò si mescolano le immagini di un anziano signore, il quale, durante una partitella fra bambini, si trova a ricordare alcuni momenti della sua lunga esistenza, tutti vissuti sullo sfondo delle gesta della nazionale italiana.

## Classifiche
| Classifica (1998) | Posizione massima |
| ----------------- | ----------------- |
| Italia            | 1                 |

### Classifiche di fine anno
| Classifica (1998) | Posizione |
| ----------------- | --------- |
| Italia            | 18        |